# Randatjärnen (Edefors socken, Norrbotten, 735273-173829)
Randatjärnen är en sjö i Bodens kommun i Norrbotten och ingår i Luleälvens huvudavrinningsområde. Sjön har en area på 0,0395 kvadratkilometer och ligger 145 meter över havet.

## Delavrinningsområde
Randatjärnen ingår i det delavrinningsområde (735335-173858) som SMHI kallar för Utloppet av Björnträsket. Medelhöjden är 179 meter över havet och ytan är 15,44 kvadratkilometer. Räknas de 7 avrinningsområdena uppströms in blir den ackumulerade arean 92,72 kvadratkilometer. Gullträskbäcken (Bredträskbäcken) som avvattnar avrinningsområdet har biflödesordning 3, vilket innebär att vattnet flödar genom totalt 3 vattendrag innan det når havet efter 108 kilometer. Avrinningsområdet består mestadels av skog (66 procent). Avrinningsområdet har 1,98 kvadratkilometer vattenytor vilket ger det en sjöprocent på 12,8 procent.